# Vienna Bend
Vienna Bend – jednostka osadnicza w Stanach Zjednoczonych, w stanie Luizjana, w parafii Natchitoches.